# Емі Вайнгауз

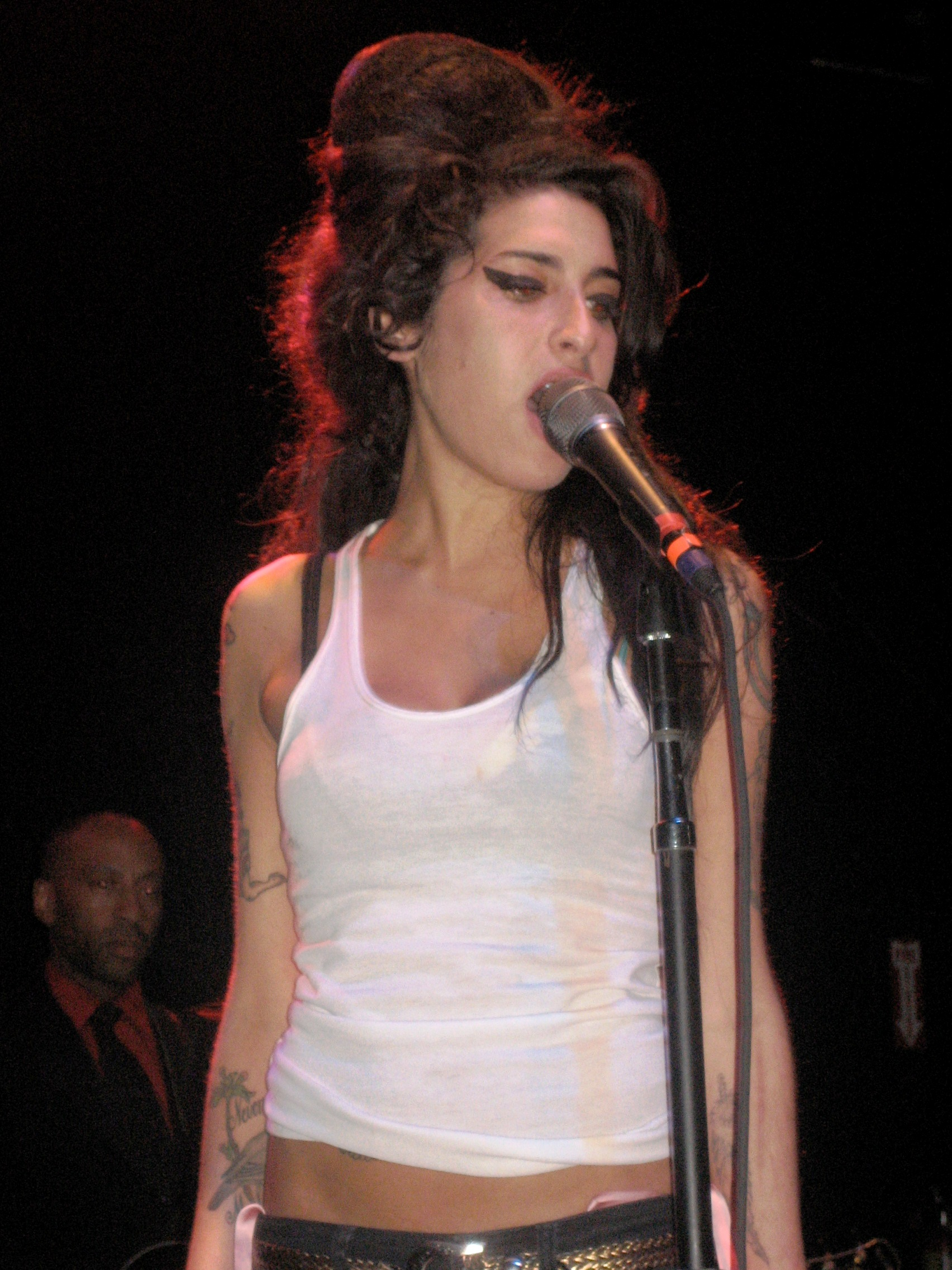
Виступ 2007 року

Е́мі Джейд Вайнха́уз (англ. Amy Jade Winehouse; 14 вересня 1983, Лондон — 23 липня 2011, Лондон) — британська співачка, авторка пісень, музикантка в жанрах соул-поп із джазовими мотивами. Рекордсменка Книги рекордів Гіннеса з п'ятьма преміями «Греммі». Визнана однією з найуспішніших британських попзірок.
Двічі лауреатка Нагороди Айвор Новелло. Перший альбом «Frank» (2003) був номінований на Mercury Prize. 14 лютого 2007 року отримала «Brit Award» як «Найкраща британська виконавиця» (Best British Female Artist). Другий альбом «Back to Black» приніс їй 6 номінацій «Греммі» і перемогу в 5 категоріях, включно з «Record of the Year». За версією газети Sunday Times, посіла 10 місце в списку найбагатших музикантів Британії віком до 30-ти. Її статок оцінювався в 10 мільйонів фунтів стерлінгів (16,5 млн доларів).

## Ранні роки
Емі Джейд Вайнгауз народилася 14 вересня 1983 року в лікарні «Чейз Фарм» на Гордон-Хілл в Енфілді (Лондон), у єврейській родині. Її батько, Мітчелл «Мітч» Вайнгауз, був монтажником віконних панелей та водієм таксі; мати, Дженіс Вайнгауз (до шлюбу Сітон), була фармацевткою. 2003 року у матері діагностували розсіяний склероз. Прапрадід Емі, Гарріс Вайнгауз, 1891 року емігрував з Мінська (Білорусь) до Лондона. У неї є старший брат Алекс (1979 року народження). Сім'я жила в лондонському районі Саутгейт, де вона відвідувала Початкову школу Осідж, а потім Середню школу Ешмол. У дитинстві Вайнгауз відвідувала єврейську недільну школу. В одному зі своїх інтерв'ю, вже ставши відомою, Вайнгауз висловила несхвалення цієї школи, сказавши, що раніше благала батька дозволити їй не ходити туди, і що, відвідуючи цей заклад, вона нічого не засвоїла з того, як бути єврейкою. У тому ж інтерв'ю Вайнгауз сказала, що ходила до синагоги лише «з поваги» раз на рік на свято Йом-Кіпур.
Багато дядьків Вайнгауз по материнській лінії були професійними джазовими музикантами. Бабуся Емі по батьковій лінії, Синтія, була співачкою і зустрічалася з англійським джазовим саксофоністом Ронні Скоттом. Вона та батьки Емі вплинули на її інтерес до джазу. Її батько, Мітч, часто співав їй пісні Френка Сінатри, а коли її сварили в школі, вона співала «Fly Me to the Moon» перед тим, як іти до директорки, щоб отримати догану. Батьки Вайнгауз розлучилися, коли їй було дев'ять років, і вона жила з матір'ю у Ветстоуні (Лондон), а на вихідні залишалася з батьком та його партнеркою у Гетфілд-Хіті, (Ессекс).
1992 року бабуся Емі, Синтія, запропонувала їй відвідувати Театральну школу Сьюзі Ерншоу, куди вона ходила по суботах, щоб продовжити свою вокальну освіту і навчитися танцювати чечітку. Емі відвідувала школу протягом чотирьох років і заснувала разом із подругою дитинства Джульєттою Ешбі реп-гурт «Sweet 'n' Sour», який проіснував недовго, після цього вона поступила на денну форму навчання до Театральної школи Сильвії Янг. З часом повідомлялося, що Вайнгауз виключили зі школи, коли їй було 14 років, за «небажання вчитися», а також за пірсинг у носі, проте Сільвія Янг спростувала ці твердження: «Вона змінила школу у 15 років... Я чула, як говорили, що її виключили, але це не так. Я б ніколи не виключила Емі». Мітч Вайнгауз також спростував ці заяви. Викладач англійської мови в Театральній школі Сильвії Янг запам'ятав в Емі письменницький талант, передбачаючи, що вона стане романісткою або журналісткою. Вона відвідувала Школу Маунт у Міл-Хілі та Школу BRIT у Селхерсті (Кройдон), яку залишила у віці 16 років.
Погравши на гітарі свого брата Алекса, у віці 14 років Вайнгауз вирішила купити власну гітару і незабаром почала писати музику. Невдовзі після цього вона стала заробляти на життя, працюючи журналісткою у сфері розваг у компанії «World Entertainment News Network», а також співати з місцевим гуртом «Bolsha Band». У липні 2000 року вона стала провідною вокалісткою Національного молодіжного джазового оркестру. Вдома вона вчилася і практикувалася у виконанні пісень Френка Сінатри, Дайни Вашингтон, Сари Вон і Мінні Ріппертон — співачок, які, за її словами, «проникали в пісню» і переробляли її на свій лад, а не співали її прямо, як написано. Найкращий друг Вайнгауз, соул-співак Тайлер Джеймс, надіслав її демо-запис людині, яка займалася звукозаписом.

## Кар'єра

### 2002—2005: початок кар'єри, альбом «Frank»
2002 року Вайнгауз підписала контракт з компанією Саймона Фуллера «19 Management» і спочатку отримувала 250 фунтів стерлінгів на тиждень у рахунок майбутніх доходів. Поки Вайнгауз працювала в «19 Management», її ім'я трималося в секреті у сфері звукозаписуючої індустрії, попри те що вона регулярно виконувала джазові стандарти в клубі «Cobden». Її майбутній A&R-представник в лейблі «Island», Даркус Біз, почув про неї випадково, коли менеджер братів Льюїнсон показав йому кілька постановок своїх клієнтів, в яких Вайнгауз була ключовою вокалісткою. Коли він запитав, хто ця співачка, менеджер відповів, що не має права цього говорити. Бажаючи підписати з нею контракт, Бізу знадобилося кілька місяців розпитувань, щоб зрештою дізнатися, хто ця співачка. Однак на той час Вайнгауз вже записала кілька пісень, підписала видавничу угоду з «EMI» і налагодила ділові стосунки з продюсером Салаамом Ремі.
Біз познайомив Вайнгауз зі своїм босом, керівником «Island» Ніком Гетфілдом, який поділився своїм ентузіазмом щодо підписання контракту з молодою артисткою. Вайнхауз підписала контракт з «Island» у той час, коли до неї почали проявляти інтерес інші конкуренти цього лейблу: представники «EMI» та «Virgin» теж почали робити свої кроки у цьому плані. Біз розповів «HitQuarters», що, на його думку, ажіотаж навколо артистки, яка на той час була нетиповою поп-зіркою, був пов'язаний з негативною реакцією на музичні реаліті-шоу, аудиторія яких бажала бачити свіжих, справжніх молодих талантів.
20 жовтня 2003 року вийшов дебютний альбом Вайнгауз «Frank». Продюсуванням альбому здебільшого займався Салам Ремі, багато пісень були написані під впливом джазу, і, за винятком двох кавер-версій, Вайнгауз стала співавторкою кожної пісні. Альбом отримав широке визнання критиків, які відзначили «холодний, критичний погляд» у його текстах. Голос Вайнгауз порівнювали, серед інших, з голосами Сари Воган і Мейсі Грей.
Альбом потрапив на верхні рядки Британського чарту альбомів 2004 року, був номінований на премію «Brit Awards» у категоріях «Британська сольна виконавиця» та «Британський урбан-виконавець», й отримав платинову сертифікацію. Пізніше, 2004 року, вона та Ремі отримали нагороду «Ivor Novello» за їхній перший спільний сингл «Stronger Than Me», як за «Найкращу сучасну пісню». Альбом також увійшов до шорт-листа музичної премії «Mercury Music Prize» 2004 року. Того ж року вона виступила на фестивалі в Гластонбері (на сцені «Jazz World»), V фестивалі та Монреальському міжнародному джазовому фестивалі. Після виходу альбому Вайнгауз прокоментувала, що вона була «лише на 80 відсотків готова до виходу альбому», оскільки лейбл «Island» відхилив її вподобання щодо пісень та реміксів, які вона хотіла включити до нього. Наступними синглами альбому стали «Take the Box», «In My Bed»/«You Sent Me Flying» та «Pumps»/«Help Yourself».

### 2006—2008: «Back to Black» та міжнародний успіх
Після випуску свого першого альбому, створеного під впливом джазу, Вайнгауз переключила свою увагу при записі музики на дівочі гурти 1950-х і 1960-х років. Для супроводу своїх записів у студії та виступів на гастролях вона найняла давній гурт нью-йоркської співачки Шерон Джонс, «The Dap-Kings». Надалі Мітч Вайнгауз у своїй книзі «Емі, моя дочка» розповідав про те, наскільки захопливо було спостерігати за творчим процесом його дочки: її перфекціонізмом у студії та тим, як вона записувала свої пісні на CD, які потім вмикала у його таксі, щоб дізнатися, як більшість людей сприйматиме її музику. У травні 2006 року демо-треки Вайнгауз, такі як «You Know I'm No Good» і «Rehab», прозвучали на радіошоу Марка Ронсона на East Village Radio в Нью-Йорку. Це були одні з перших нових пісень співачки, що прозвучали на радіо після виходу її хіта «Pumps», вони мали увійти до її другого альбому, який отримав назву «Back to Black». Запис альбому тривав протягом п'яти місяців, він складався з одинадцяти треків і був повністю спродюсований Салаамом Ремі та Марком Ронсоном (які розділили між собою права на продюсування). В інтерв'ю 2010 року Ронсон заявив, що йому подобалося працювати з Вайнгауз, тому що вона була відвертою, коли їй не подобалася його робота. Тоді як сама співачка, під час своєї першої зустрічі з Ронсоном, де він був звукорежисером, очікувала побачити перед собою літнього чоловіка з бородою.
Рекламна кампанія «Back to Black» почалася на початку жовтня 2006 року, офіційний сайт Вайнгауз був перезапущений з новим дизайном і кліпами пісень, що раніше не випускалися. Альбом вийшов у Великій Британії 30 жовтня 2006 року. У січні 2007 року «Back to Black» очолював британський чарт альбомів протягом двох тижнів, а потім опустився вниз, проте в лютому він знову піднявся вгору на кілька тижнів. У США альбом дебютував на сьомому місці в чарті Billboard 200. «Back to Black» став найпродаванішим альбом у Великій Британії 2007 року із продажами 1,85 мільйона копій. Першим синглом альбому стала пісня «Rehab», спродюсована Ронсоном. Пісня увійшла до десятки найкращих у чартах Великої Британії та США. Журнал «Time» назвав «Rehab» найкращою піснею 2007 року. Письменник Джош Тірангіель хвалив Вайнгауз за її впевненість у собі, сказавши: «Вона балакуча, кумедна, пристрасна і, цілком можливо, божевільна» і «Неможливо не піддатися чарам її оригінальності. Додайте до цього продюсування Марка Ронсона, яке посилається на чотири десятиліття соул-музики, не копіюючи її, і ви отримаєте найкращу пісню 2007 року». Другим синглом альбому, і головним у США, став «You Know I'm No Good», що вийшов у січні 2007 року з реміксом, у якому брав участь репер Ghostface Killah. Він досяг 18 місця у британському чарті синглів. Титульна пісня «Back to Black» вийшла у Великій Британії у квітні 2007 року і досягла 25 місця, тоді як у континентальній Європі вона мала більший успіх. «Tears Dry on Their Own» і «Love Is a Losing Game» також вийшли як сингли, проте вони не мали такого успіху в чартах.

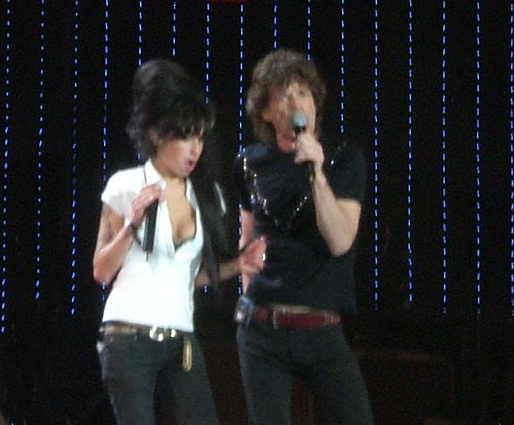
Емі Вайнгауз та Мік Джаггер виконують пісню «Ain't Too Proud to Beg» разом з гуртом «Rolling Stones» на Фестивалі острова Вайт 10 червня 2007 року

5 листопада 2007 року у Великій Британії також вийшло делюкс-видання альбому «Back to Black». Бонусний диск містив бі-сайди, рідкісні та концертні записи, а також пісню «Valerie». Того ж дня у Великій Британії та 13 листопада у США вийшло дебютне DVD Вайнгауз «I Told You I Was Trouble: Live in London». Воно включало концертний запис, зроблений у лондонському театрі «Shepherd's Bush Empire», та 50-хвилинний документальний фільм, що розповідав про кар'єру співачки за останні чотири роки. 20 листопада 2007 року у США вийшов альбом «Frank», де він отримав позитивні відгуки. Альбом дебютував на 61-му місці в чарті Billboard 200. Вайнгауз також брала участь у записі синглів інших артистів. Вайнгауз також брала участь у записі синглів інших артистів. Вона була вокалісткою у пісні «Valerie», яка увійшла до сольного альбому Марка Ронсона «Version». Пісня вийшла як сингл у жовтні 2007 року і посіла друге місце у британському чарті, її номінували на премію Brit Awards 2008 у категорії «Британський сингл року». 17 грудня 2007 року вийшла пісня «B Boy Baby», яка була її спільною роботою з Мутією Буеною, колишньою учасницею гурту «Sugababe». Вона стала четвертим синглом дебютного альбому Буени «Real Girl». Також велися переговори з Вайнгауз щодо її участі у записі альбому «Block Party» співачки Міссі Елліотт.

## Особисте життя
Вайнгауз виросла в єврейській сім'ї і пишалася тим, що вона єврейка, хоча й не була релігійною. В одному з інтерв'ю Вайнгауз сказала: «Бути єврейкою для мене означає бути разом, як справжня родина. Це не означає запалювати свічки і вимовляти браху». Вайнгауз також часто виступала з медальйоном «Зірка Давида».
2013 року в пам'ять про Вайнгауз Єврейський музей Лондона провів виставку під назвою «Емі Вайнгауз: Сімейний портрет». Музей досліджував приїзд 1890 року її прапрадіда по батьковій лінії з Мінська, а також те, як сім'я зрештою оселилася в Лондоні, почавши з робітничих професій, а потім поступово перейшовши до середнього класу. 
Відомо, що у Вайнгауз було 14 татуювань, включаючи «Татусева дівчинка» («Daddy's Girl») на лівій руці на честь її батька і пінап-зображення дівчини з ім'ям «Синтія» на правій руці в пам'ять про її єврейську бабусю. 2011 році з'явилися повідомлення, що Вайнгауз збирається удочерити 10-річну дівчинку з Сент-Люсії на ім'я Данніка Августін. За словами Данніки та її сім'ї, Емі дуже прив'язалася до неї, яка жила у злиднях, під час тривалого перебування співачки на Карибському острові. Данніка називала Емі своєю мамою і казала, що у них були близькі, люблячі стосунки. Її бабуся, Марджорі Ламберт, підтвердила, що Емі висловлювала сильне бажання удочерити Данніку і навіть була готова переїхати до Сент-Люсії, щоб стати їй повноцінною матір'ю. Однак представник Вайнгауз спростував ці заяви, заявивши, що історія з удочерінням не відповідає дійсності.

### Стосунки
2006 року Вайнгауз зустрічалася з шеф-кухарем і музикантом Алексом Клером, під час перерви у її стосунках зі своїм бойфрендом і майбутнім чоловіком Блейком Філдером-Сівілом. Вона недовго жила з Клером. Надалі Клер, так само як і Філдер-Сівіл, продав історію своїх стосунків з Вайнгауз виданню «News of the World», яка опублікувала її під заголовком «Емі, схиблена на бондажі, просто не може всидіти в ліжку» («Bondage Crazed Amy Just Can't Beehive in Bed»).
Філдер-Сівіл, який раніше працював асистентом відеопродюсера, переїхав до Лондона зі свого рідного Лінкольнширу у віці 16 років, після того як залишив навчання у Борнській гімназії. Він одружився з Вайнгауз 18 травня 2007 року в Маямі-Біч (штат Флорида). В інтерв'ю від червня 2007 року Вайнгауз зізналася, що іноді може бути жорстокою щодо нього після того, як вип'є: «Коли він каже щось, що мені не сподобається, я б'ю його в підборіддя». У серпні 2007 року їх сфотографували закривавлених і в синцях на вулицях Лондона після нібито бійки, хоча вона стверджувала, що завдала собі тілесних ушкоджень сама. Батьки та родичі Вайнгауз публічно висловлювали своє занепокоєння, зокрема, побоювання, що подружжя може покінчити життя самогубством. Батько Філдера-Сівіла закликав шанувальників бойкотувати музику Вайнгауз, а її батько, Мітч, казав, що це не допоможе. Британський таблоїд цитував слова Філдера-Сівіла про те, як він пристрастив Вайнхауз до крек-кокаїну та героїну. Повідомлялося, що під час побачення з Мітчем Вайнгаузом у в'язниці в липні 2008 року, Філдер-Сівіл сказав, що вони з Емі різали себе, щоб полегшити страждання від ломки. Також зазначалося зізнання Вайнгауз про те, що 2008 року у неї був роман.
З 21 липня 2008 року по 25 лютого 2009 року Філдер-Сівіл був ув'язнений після того, як визнав свою провину за звинуваченнями у спробі перешкоджання здійсненню правосуддя та умисному нанесенні важких тілесних ушкоджень. Інцидент, що стався в липні 2007 року, включав напад на власника пабу, в результаті якого він зламав вилицю потерпілому. Вайнгауз також заарештували на короткий термін у зв'язку з цим інцидентом. Згідно зі стороною обвинувачення, власник пабу пішов на угоду, в рамках якої взяв 200 000 фунтів стерлінгів, щоб «фактично зам'яти [судову] справу і не з'являтися в суді», вказавши, що гроші належали Вайнгауз, яка, втім, не захотіла зустрічатися з особами, які організували це, оскільки їй треба було відвідати церемонію нагородження. Мітч Вайнгауз, як розпорядник коштів своєї дочки, заперечував, що гроші надійшли від неї.
Після того як на початку січня 2009 року Вайнгауз була помічена в компанії з актором-початківцем Джошуа Боуменом на відпочинку у Сент-Люсії, вона заявила, що «знову закохана, і їй не потрібні наркотики». Співчка прокоментувала, що «весь її шлюб був заснований на вживанні наркотиків» і що «на даний момент вона просто забула, що взагалі одружена». 12 січня прессекретар Вайнгауз підтвердив, що «надійшли документи», які, за словами адвоката Філдера-Сівіла, є шлюборозлучним процесом, заснованим на заяві про подружню зраду. У березні в одному з журналів з'явился цитата Вайнгауз: «Я все ще люблю Блейка і хочу, щоб він переїхав до мого нового будинку зі мною — таким був мій план з самого початку... Я не дозволю йому розлучитися зі мною. Він — чоловіча версія мене, і ми ідеально підходимо одне одному». Втім, 16 липня 2009 року було оформлене остаточне розлучення, що набуло чинності 28 серпня 2009 року, за яке Філдер-Сівіл не отримав жодної компенсації.
З початку 2010 року і до самої смерті Вайнгауз перебувала у стосунках із британським письменником та кінорежисером Регом Тревісом. Згідно з повідомленнями ЗМІ та біографією, написаною батьком Вайнгауз, вона і Тревіс планували одружитися і завести дітей. Однак існують суперечливі повідомлення, у яких ідеться про те, що Вайнгауз того ж року відновила стосунки з Філдером-Сівілом і навіть обговорювала можливість повторного шлюбу.
Також повідомлялося і про інші можливі стосунки співачки. У липні 2008 року, коли репортерка «Rolling Stone» Клер Гоффман запитала Вайнгауз, чи є у неї стосунки з музикантом Пітом Доерті, вона відповіла: «Ми просто хороші друзі», і додала — «Я попросила Піта зробити концептуальний мініальбом, а він зробив таке обличчя, подивився на мене так, ніби я накакала на підлогу. Йому не хотілось це робити. Ми просто дуже близькі». Однак після смерті Вайнгауз Догерті заявив, що він з нею колись були коханцями.

### Залежності та здоров'я
Залежність Вайнгауз від наркотиків була предметом пильної уваги преси протягом багатьох років. 2005 року вона пережила період запою, вживання важких наркотиків і втрати ваги. Надалі люди, які бачили співачку наприкінці того ж року і на початку 2006-го, повідомляли про її повернення до нормального життя, яке збіглося з написанням альбому «Back to Black». Проте, на думку сім'ї Вайнгауз, смерть бабусі в середині 2006 року, яка мала на неї стабілізуючий вплив, знову підштовхнула її до наркотиків. У серпні 2007 року Вайнгауз скасувала низку концертів у Великій Британії та Європі, пославшись на втому і погане самопочуття. У цей період її госпіталізували з передозуванням героїну, екстазі, кокаїну, кетаміну і алкоголю. У різних інтерв'ю вона говорила, що має проблеми, пов'язні із самопошкодженням, депресією і розладами харчової поведінки.
В інтерв'ю «Los Angeles Times» Вайнгауз повідомила, що причиною її госпіталізації були наркотики і що «я справді думала, що тоді для мене все скінчилося». Незабаром після цього батько Вайнгауз прокоментував, що коли він робив публічні заяви про її проблеми, він використовував ЗМІ, тому що це був єдиний спосіб достукатися до неї. В інтерв'ю програмі «The Album Chart Show» на британському телебаченні Вайнгауз повідомила, що у неї маніакальна депресія, а не алкоголізм, додавши, що це звучить як «алкоголік у запереченні». У одному з американських виданнь зазначалося, що Вайнгауз стала «жертвою психічного захворювання в суспільстві, яке не розуміє, що це, і не реагує на це належним чином». На думку судового медика доктора Джейсона Пейн-Джеймса, Вайнгауз могла мати емоційно нестабільний розлад особистості. За його поясненнями, у співачки спостерігалися такі симптоми цього розладу, як: екстремальні реакції на травми, зокрема, на покинутість (цьому симптому властиві «скажені спроби уникнути реальної або уявної покинутості»); імпульсивна або нерозсудлива поведінка, зокрема, розлади, пов'язані із вживанням психоактивних речовин, переїдання, повторювані суїцидальні думки, самопорізи або самоушкодження; інтенсивна емоційна дисрегуляція, що швидко змінюється; хронічне відчуття порожнечі або нудьги; нестабільні та хаотичні міжособистісні стосунки, що часто характеризуються чергуванням крайнощів ідеалізації та знецінення, також відомі як «розщеплення»; недоречний, інтенсивний гнів, який важко контролювати. Перед смертю Вайнгауз пройшла обстеження у психіатра та психолога, де лікарі порекомендували їй пройти курс діалектично-поведінкової терапії (ДБТ). ДБТ базується на біосоціальній теорії психічних захворювань і є першою терапією, яка експериментально продемонструвала свою загальну ефективність у лікуванні емоційно нестабільного розладу особистості.

## Смерть

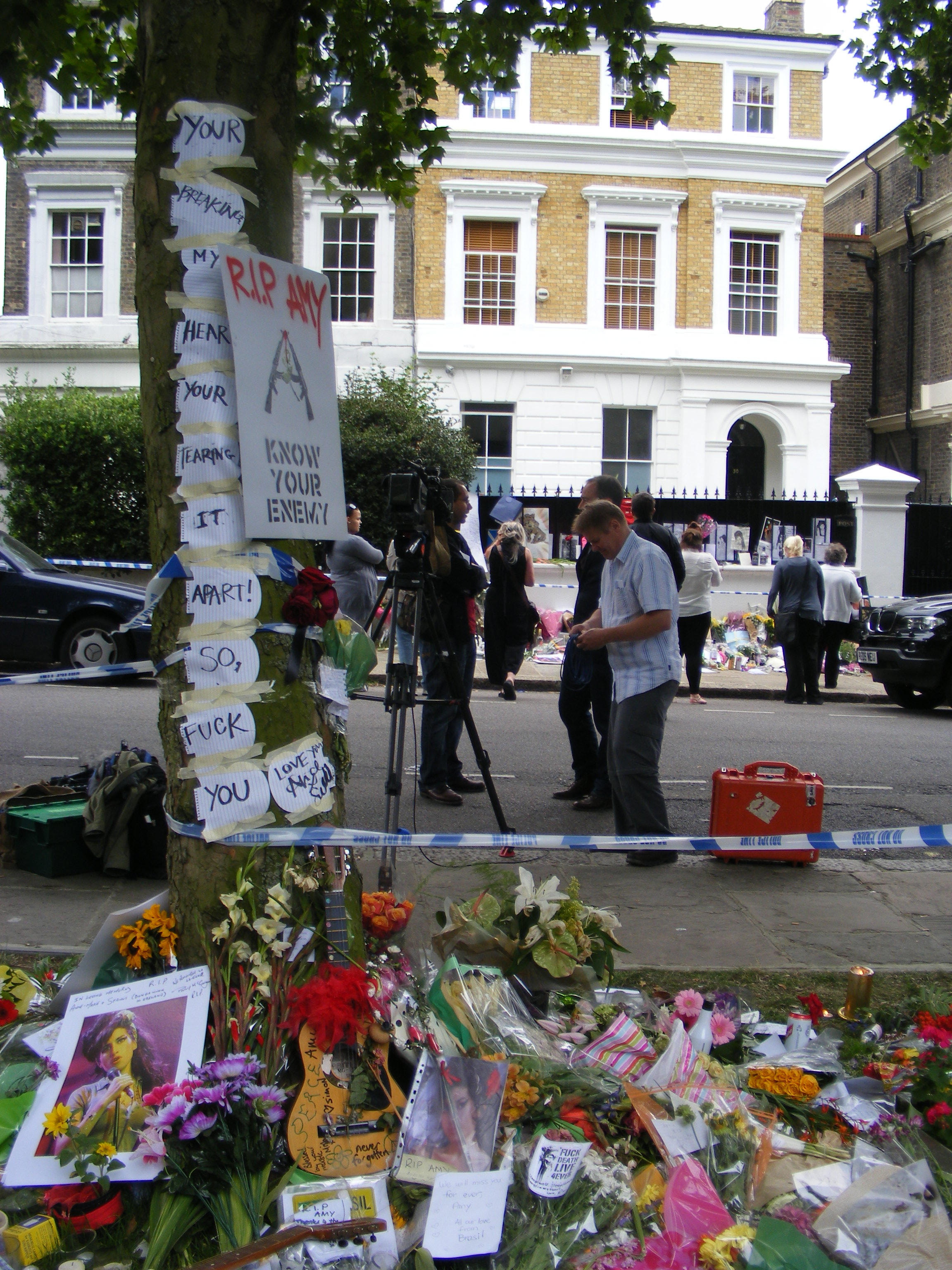
Квіти біля будинку співачки 23 липня 2011 року

Охоронець Вайнгауз розповів, що приїхав до неї додому за три дні до її смерті і відчув, що вона була дещо напідпитку. Через два дні після цього її мати також визнала, що Емі була «не в собі». Того ж дня Вайнгауз відвідав її лікар для одного з планових оглядів через її слабкий стан, хоча жодних відхилень від норми не виявилось, як потім повідомляло видання «The Sun»: «Лікар був задоволений її станом. Коли він пішов у п'ятницю ввечері, у нього не було жодних занепокоєнь. Проте менш ніж через 24 години її знайшли мертвою». Після обстеження Вайнгауз зателефонувала лікарю і зізналася у своїх почуттях з приводу співзалежності, заявивши: «Я не хочу вмирати». Також вона розповіла йому, як намагалася позбутися залежності, але не змогла цього зробити. Це були останні записані слова Вайнгауз, а в останній розмові її охоронця з нею була цитата: «Якби я могла, я б повернула все назад, щоб просто ходити вулицею без проблем».
Її охоронець продовжував спостерігати за тим, як співачка потрохи випивала протягом наступних кількох днів після його приїзду, і пізніше сказав, що вона «сміялася, слухала музику і дивилася телевізор о 2-й годині ночі в день своєї смерті». Інше джерело стверджує, що вона дивилася старі записи минулих виступів і віддавалася спогадам. О 10 годині ранку 23 липня 2011 року охоронець побачив, що вона лежить на ліжку, і спробував (безуспішно) розбудити її. Це не викликало особливих підозр, оскільки вона зазвичай довго спала після вечірки. За словами охоронця, невдовзі після 15:00 години він знову перевірив її і побачив, що Емі лежить у тій самій позі, що й раніше, через що він зробив ще одну перевірку, в результаті якої виявив, що вона не дихає і не має пульсу; за його словами після цього він викликав швидку допомогу. О 15:54 годині до будинку Вайнгауз в Камдені (Лондон) прибуло дві карети швидкої допомоги. Вайнгауз оголосили мертвою на місці події. Незабаром після цього її смерть підтвердила столична поліція. Смерть Емі Вайнгауз у віці 27 років викликала у ЗМІ порівняння з іншими музикантами, які померли у тому ж віці, об'єднаними під назвою «Клуб 27».
Після оголошення смерті Вайнгауз біля її будинку зібралися представники ЗМІ та знімальні групи. До житла співачки увійшли судово-медичні експерти, а поліція оточила вулицю ззовні; в її кімнаті вони знайшли одну маленьку і дві великі пляшки горілки. Після смерті Вайнгауз побила свій другий рекорд Гіннеса: за кількістю пісень, виконаних жінкою, які одночасно потрапили до британського чарту синглів — їх стало вісім. Лейбл звукозапису Вайнгауз, «Universal Republic», опублікував заяву, в якій, зокрема, йдеться «Ми глибоко засмучені раптовою втратою такої обдарованої музикантки, артистки та виконавиці».
Оскільки спочатку було мало підтвердженої інформації щодо причини смерті Вайнгауз, з'явилося багато спекуляцій на цю тему. У різних повідомленнях висловлювалися припущення про смертельне передозування наркотиками класу А, такими як екстазі, або смертельним коктейлем. Батько Вайнгауз, Мітч, заперечував ці твердження, заявляючи: «Три роки тому Емі перемогла свою наркотичну залежність. Вона була найщасливішою за багато років». Наступного місяця, у серпні 2011 року, припущення про те, що причиною смерті Вайнгауз стало зловживання наркотичними речовинами, були спростовані офіційним токсикологічним звітом, опублікованим для громадськості, який показав, що в організмі співачки не знайшли жодних заборонених препаратів. У жовтні 2011 року опублікували звіт патологоанатома, в якому зазначалося, що вміст алкоголю в крові Вайнгауз на момент її смерті становив 416 мг на 100 мл (0,416%), що більш ніж у п'ять разів перевищує встановлену законом норму для водіїв, які перебувають за кермом у нетверезому стані. На думку патологоанатома, «ненавмисним наслідком» великої кількості випитого стала її «раптова і несподівана смерть», а його вердиктом стала «смерть внаслідок нещасного випадку». 17 грудня 2012 року британська влада відновила розслідування смерті Вайнгауз, коли було вирішено, що перший патологоанатом «недостатньо кваліфікований для цієї ролі». Друге розслідування, проведене 8 січня 2013 року, збіглося з висновками першого: патологоанатомка, доктор Ширлі Редкліфф встановила, що «вона (Вайнгауз) добровільно вжила алкоголь, навмисна дія, яка набула несподіваного повороту і стала причиною її смерті». Друге розслідування винесло вердикт про нещасний випадок внаслідок алкогольного отруєння.
В інтерв'ю від червня 2013 року Алекс Вайнгауз поділився своїм переконанням, що харчовий розлад його сестри і, як наслідок, фізична слабкість були основною причиною її смерті:
Вона дуже сильно страждала на булімію. Це не є якимось одкровенням — ви знали це, просто дивлячись на неї... Вона б зрештою померла, так як вона йшла до цього, але що дійсно вбило її, так це булімія... Я думаю, що вона зробила її слабшою і більш вразливою. Якби у неї не було розладу харчової поведінки, вона була б фізично сильнішою.
Похорон Вайнгауз відбувся 26 липня 2011 року на кладовищі Еджваребері-Лейн на півночі Лондона, це була приватна церемонія, на якій були присутні рідні та друзі. Серед присутніх на приватній церемонії, яку провів рабин Френк Гелльнер, були: її мати і батько, Дженіс і Мітч Вайнгаузи, близькі друзі Нік Грімшоу і Келлі Осборн, продюсер Марк Ронсон, похресниця Діонн Бромфілд і її хлопець Редж Тревіс. Батько співачки виголосив прощальну промову, сказавши: «На добраніч, моє янголятко, спи міцно. Мама і тато дуже сильно тебе люблять». Церемонія завершилася піснею Керол Кінг «So Far Away», якій підспівували присутні, це була одна з улюблених пісень Вайнгауз. Потім її кремували в крематорії Голдерс-Грін. Сім'я провела дводенний траур (шива). 16 вересня 2012 року прах Вайнгауз поховали разом з прахом її бабусі Синтії Леві на тому самому кладовищі.

## Пам'ять

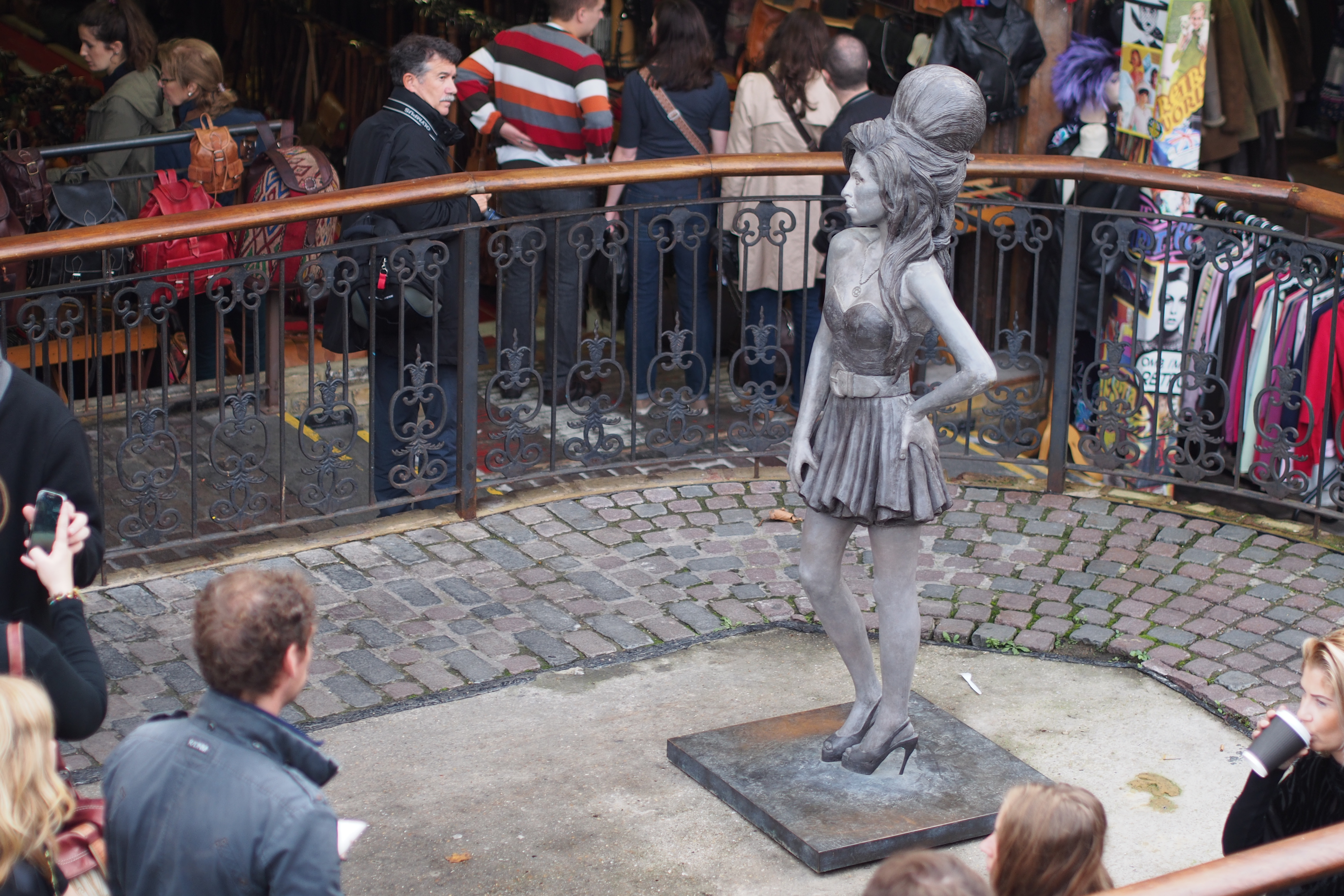
Бронзовий пам'ятник Емі Вайнхауз у лондонському парку

Фани і знаменитості по всьому світу швидко відгукнулися на раптову смерть Вайнхауз у Твіттері та інших соціальних мережах.
Лейбл «Universal Republic» у заяві про смерть своєї виконавиці заявив: «Ми глибоко засмучені раптовою втратою такої обдарованої музикантки, артистки й виконавиці».
Відразу після звістки про смерть кілька відомих музикантів присвятили Вайнгауз свої виступи. Уже 23 липня, під час концерту в Міннеаполісі, соліст ірландського гурту U2 Боно перед виконанням своєї пісні «Stuck in a Moment You Can not Get Out Of» сказав, що присвячує її раптово померлій британській соул-співачці Емі Вайнхауз. Лілі Аллен, Джессі Джей і Бой Джордж також присвятили свої останні виступи британській співачці. Американський панк-рок-гурт Green Day включив в свій альбом ¡Dos !, випущений 2012 року, пісню «Amy» як данину пам'яті.
Емі Вайнхауз увійшла в так званий Клуб 27, список музикантів, які значно вплинули на становлення і розвиток музики й померли у 27 років.
14 вересня 2014 року в лондонському районі Кемден-таун відкрито бронзовий пам'ятник Емі Вайнхауз. Захід приурочили до дня народження співачки, якій цього дня виповнився б 31 рік. Скульптура в натуральну величину повторює зовнішність зірки, включно з її фірмовою зачіскою.

## Дискографія

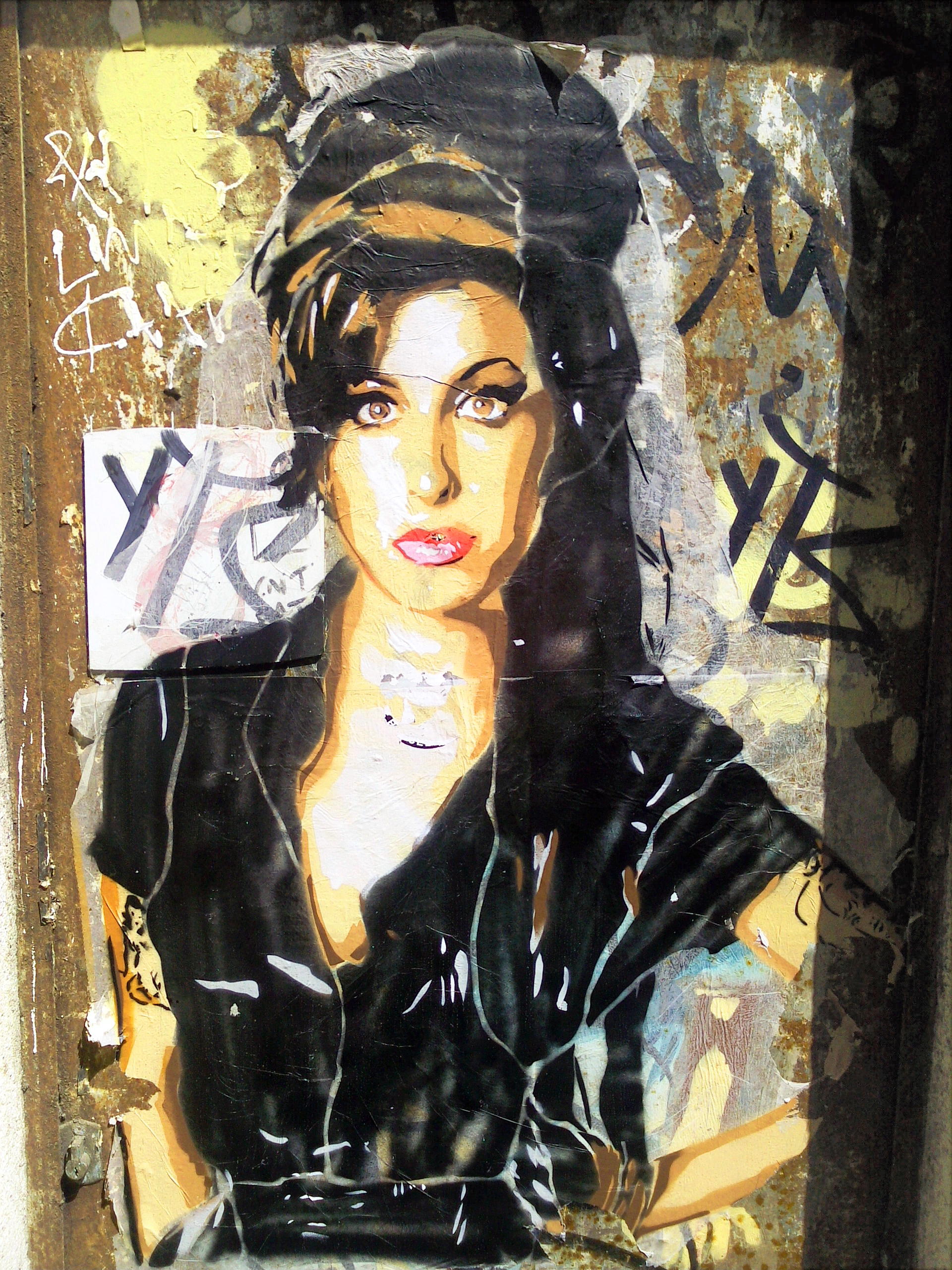
Графіті з Емі Вайнхауз у Барселоні

### Альбоми
- «Frank» (2003) (Billboard 200 #61) Загальний тираж 2,000,000
- «Back to Black» (2006) (Billboard 200 #2) Загальний тираж 10,000,000

### Сингли
- «Stronger Than Me» (2003)
- «Take the Box» (2004)
- «In My Bed / You Sent Me Flying» (2004)
- «Pumps / Help Yourself» (2004)
- «Rehab» (2006)
- «You Know I'm No Good» (2007)
- «Back to Black» (2007)
- «Tears Dry on Their Own» (2007)
- «Valerie» (з Марком Ронсоном) (2007)
- «Love Is a Losing Game» (2007)
- «B Boy Baby» (з Mutya Buena)(2007)